# Абраам Анкюраци
Абраа́м Анкюраци́ (Анкирский, арм. Աբրահամ Անկյուրացի) — армянский историк, поэт и музыкант XV века.

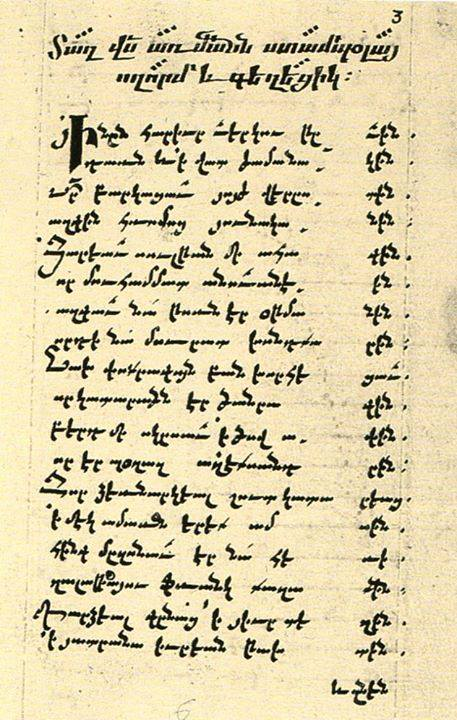
Страница из рукописи «Плача»

Родился в городе Анкаре, в начале XV века. Принадлежал к высшим армянским сословиям. Был очевидцем взятия Константинополя османскими войсками в 1453 году. Известен как автор поэмы «Плач на взятие Константинополя» (арм. «Ողբ ի վերայ առման Կոստանդինուպոլսոյ»). «Плач» отличается исторической точностью и часто используется как источник для изучения османо-византийских отношений. Полностью переведён на русский язык С. Аревшатяном и опубликован в 1952 году. Также переводился (полностью или частично) на немецкий, итальянский и английский языки. В отличие от своего современника латинофила Аракела Багишеци, Анкюраци обвиняет в гибели Византии западноевропейцев, которые обусловливали обещанную ими помощь Константинополю догматическими уступками со стороны греков. Написал также несколько песен на разнообразные сюжеты и исторический труд «Хронология истории Армении» (арм. «Հայոց պատմութեան ժամանակագրութիւն»), в которой рассказывается история Армении до 1358 года. В конце «Хронологии» приведено краткое изложение деятельности римских и византийских императоров.